# Счастливое (Винницкая область)
Счастливое (укр. Щасливе, до 2024 года — Красное) — село на Украине, находится в Тульчинском районе Винницкой области.
Код КОАТУУ — 0521980802. Население по переписи 2001 года составляет 64 человека. Почтовый индекс — 24600. Телефонный код — 4340.
Занимает площадь 0,318 км².

## Адрес местного совета
24606, Винницкая область, Тульчинский р-н, с. Голубече, ул. Т.Марцин, 10, тел. 2-94-42; 2-94-31